# Castillo de Santiago
El castillo de Santiago está ubicado en el municipio español de Sanlúcar de Barrameda, situado en la provincia de Cádiz, en Andalucía.

## Construcción
Fue construido por la Casa de Medina Sidonia entre los años 1477 y 1478[cita requerida] bajo el patronazgo de Enrique Pérez de Guzmán y Meneses, II Duque de Medina Sidonia y VII Señor de Sanlúcar. Está situado en el ángulo noreste de la antigua ciudadela construida en tiempos de Guzmán el Bueno, primer Señor de Sanlúcar, al borde de la barranca que divide el municipio en dos alturas.

## Estilo

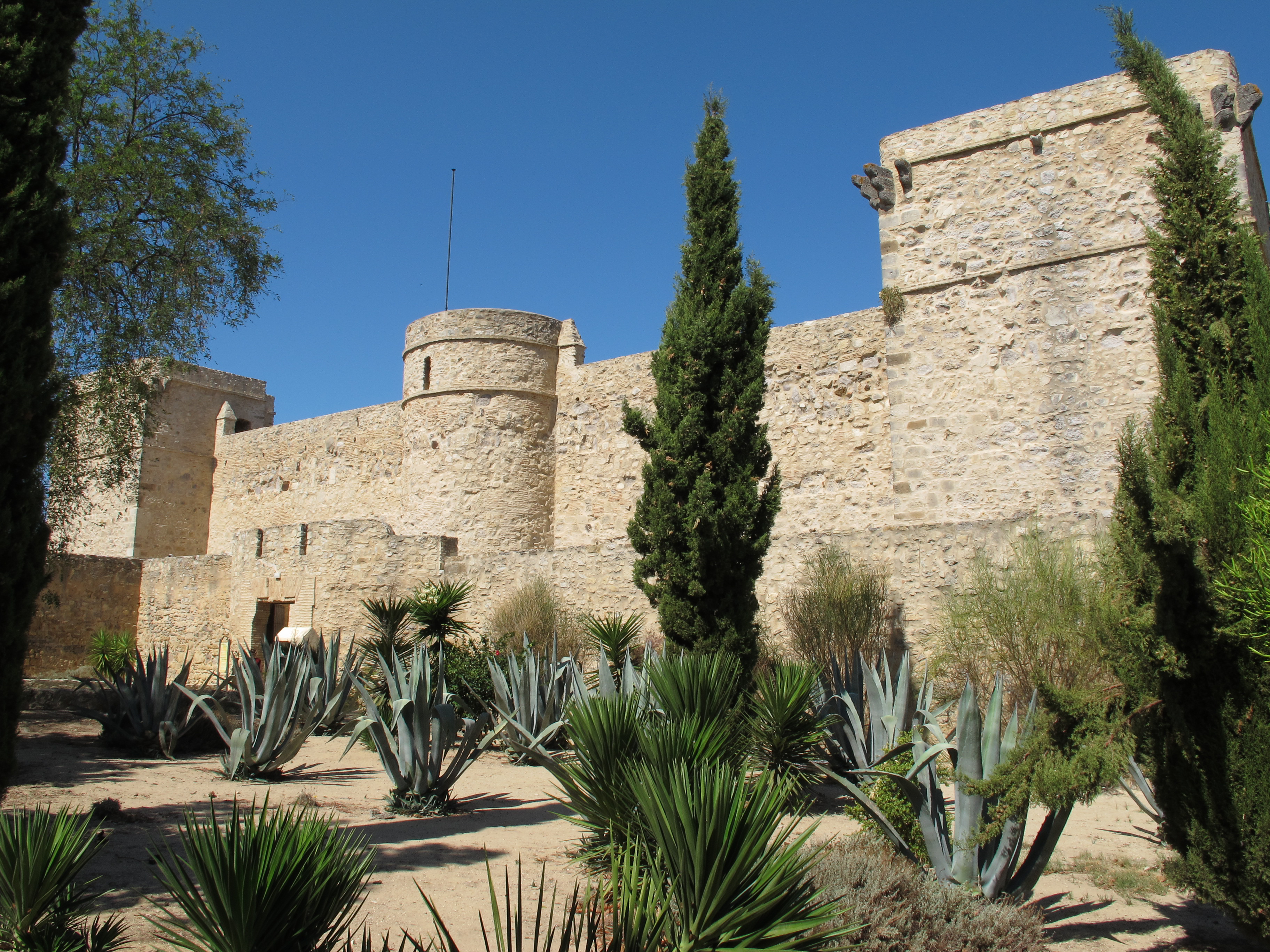
Castillo.

Es de estilo gótico tardío. Su fabrica es mixta, de tapial, mampostería y sillería. Su planta es cuadrangular, con barbacana y torres distribuidas en torno a un patio de armas central. En el ángulo noreste se levanta el conjunto formado por el aula maior y la torre del homenaje, construida a imagen y semejanza de la torre de Guzmán del Bueno, del castillo de Tarifa. La primera de estas estancias es de planta cuadrangular y está cubierta por una bóveda de ladrillo revestida de pinturas murales que representan el emblema del duque constructor, una segur. La segunda es de planta hexagonal. El coronamiento del aula mayor presentaba una decoración de crestería calada gótica tardía que ha sido repuesta recientemente en parte. Como puede observarse en los planos levantados en 1756, gran parte de sus paramentos eran de perfil almenado, aunque la mayoría de los merlones ha desaparecido por el paso del tiempo y por las últimas obras en el edificio. En el revestimiento de la parte baja de sus muros existe una importante colección de antiguos grafitis. Asimismo presenta marcas de cantería que dan una valiosa información sobre su construcción.

## Estructura
Uno de sus elementos más destacados por su labor escultórica es la puerta que comunica el patio de armas con la barbacana del lado norte. Se trata de un vano de medio punto, coronado por la imagen en medio relieve de un tritón cuya cola doble está flanqueada por los escudos de los Pérez de Guzmán y de los Mendoza. El estilo de la obra es gótico tardío, aunque presenta algunos detalles que apuntan hacia el incipiente estilo renacentista. No en vano, la puerta está firmada en la base de uno de sus baquetones por un tal "Marinu de Nea". Este nombre puede leerse como Marinus de Neápoli, lo que indicaría que su autor fue napolitano. Sin embargo, su apariencia emblemática dota al conjunto de un claro carácter medieval. Tradicionalmente ha sido llamada la "puerta de la Sirena", aunque no queda claro si se trata de una sirena o de un tritón.

## Estado
Entre los años 1989 a 1991 se llevó a cabo un  trabajo de arqueología y se rehabilitó una pequeña parte del edificio a cargo del módulo de arqueología de la Escuela-Taller “Tartessos”, que halló  importante material medieval que fue debidamente catalogado y estudiado. Además dicho módulo sacó a la luz importantes elementos arquitectónicos  enterrados, como por ejemplo un pasadizo con estructura de bóveda de cañón que comunica actualmente a una de sus murallas con las casas contiguas a la cuesta del Carril de los Ángeles y que antaño debió de ser usado como una vía alternativa de comunicación con el cercano palacio Ducal de los Medina-Sidonia. A finales de los años 80 un incendio acabó con uno de los módulos del patio. A partir del año 2003 se inició un gran trabajo de rehabilitación del edificio, respetando las distintas épocas del castillo , restaurándose en su totalidad, el proyecto se realizó con dinero privado por la empresa OFFICIA y posteriormente se musealizó con varias salas dedicadas al museo del traje, museo del mapa, etc. Actualmente esta abierto al público para poder ser visitado, siendo el monumento de la ciudad de Sanlúcar más visitado.

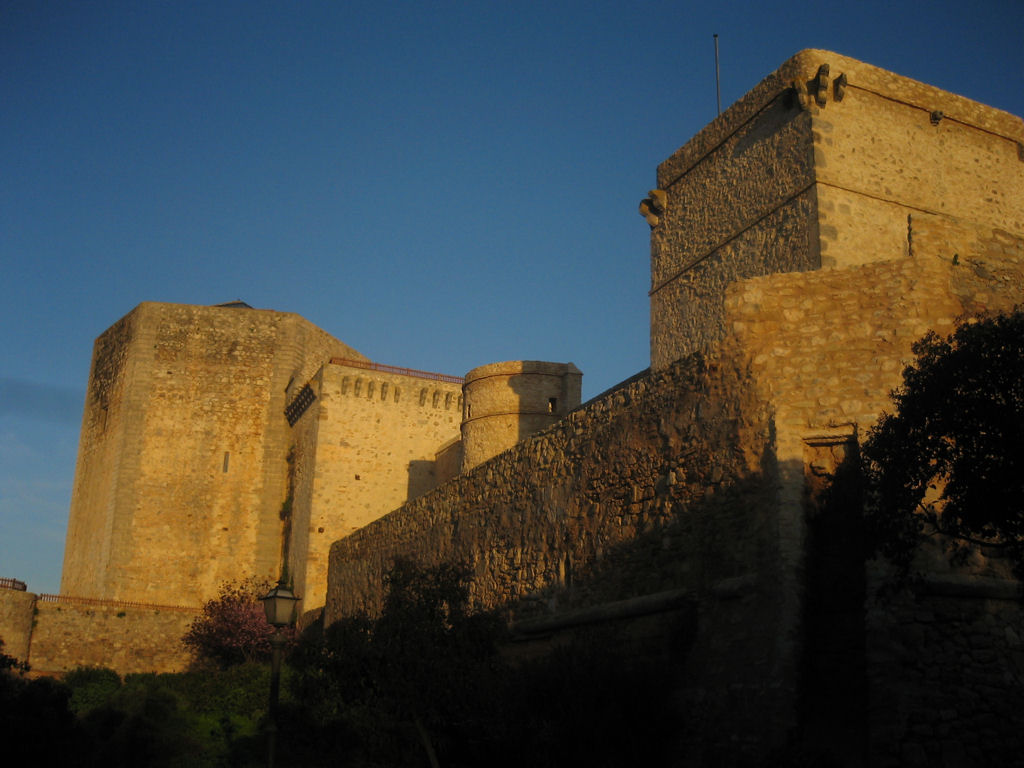
Castillo de Santiago
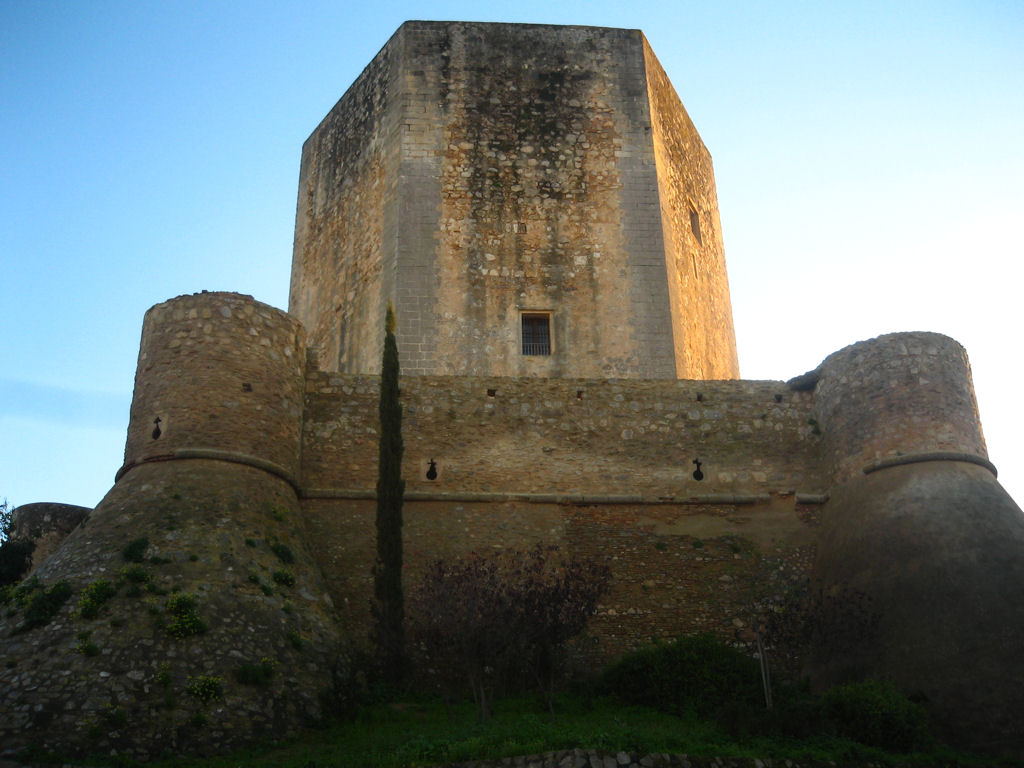
Castillo de Santiago (torre del homenaje)
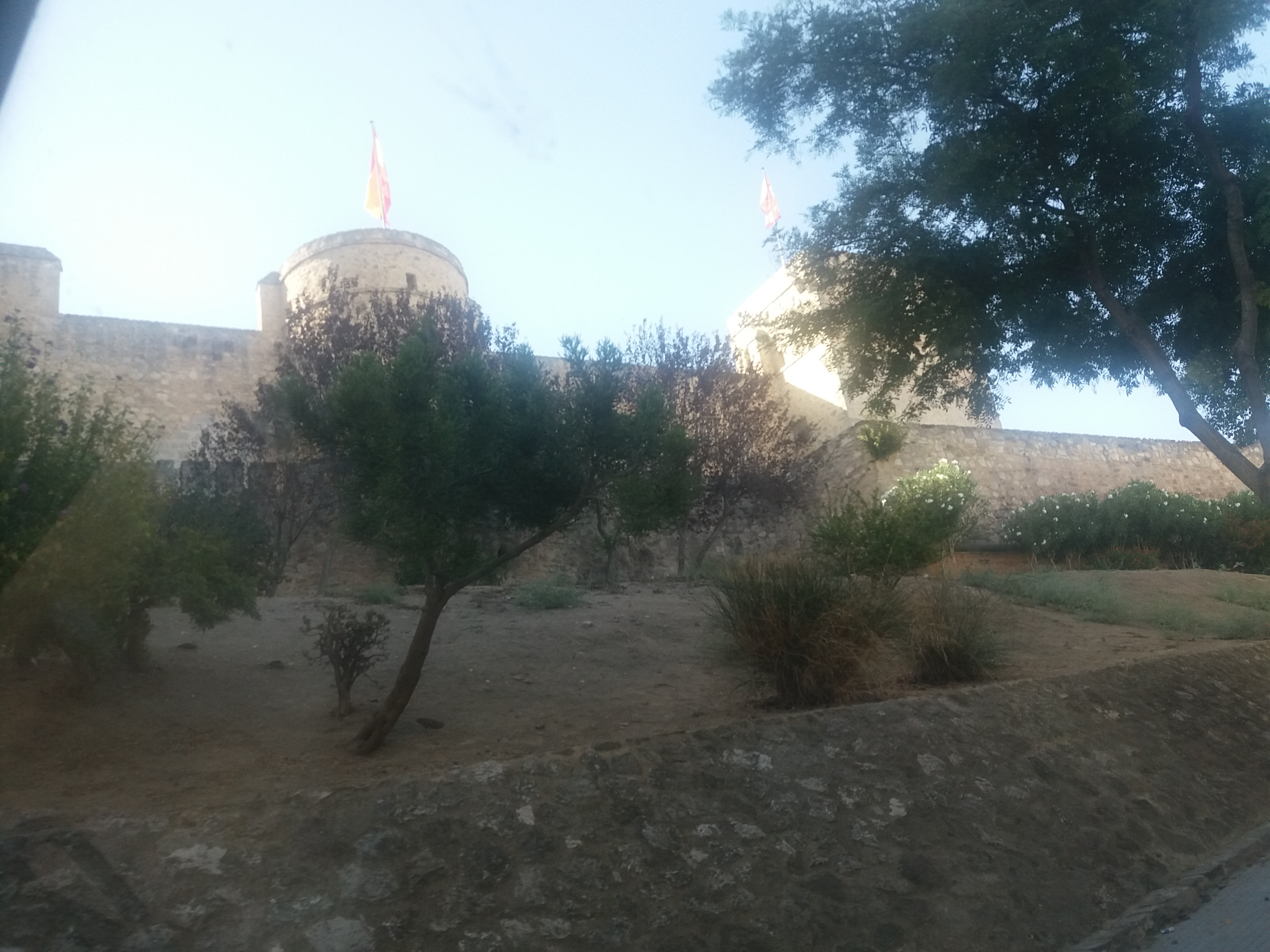
Muralla exterior del Castillo
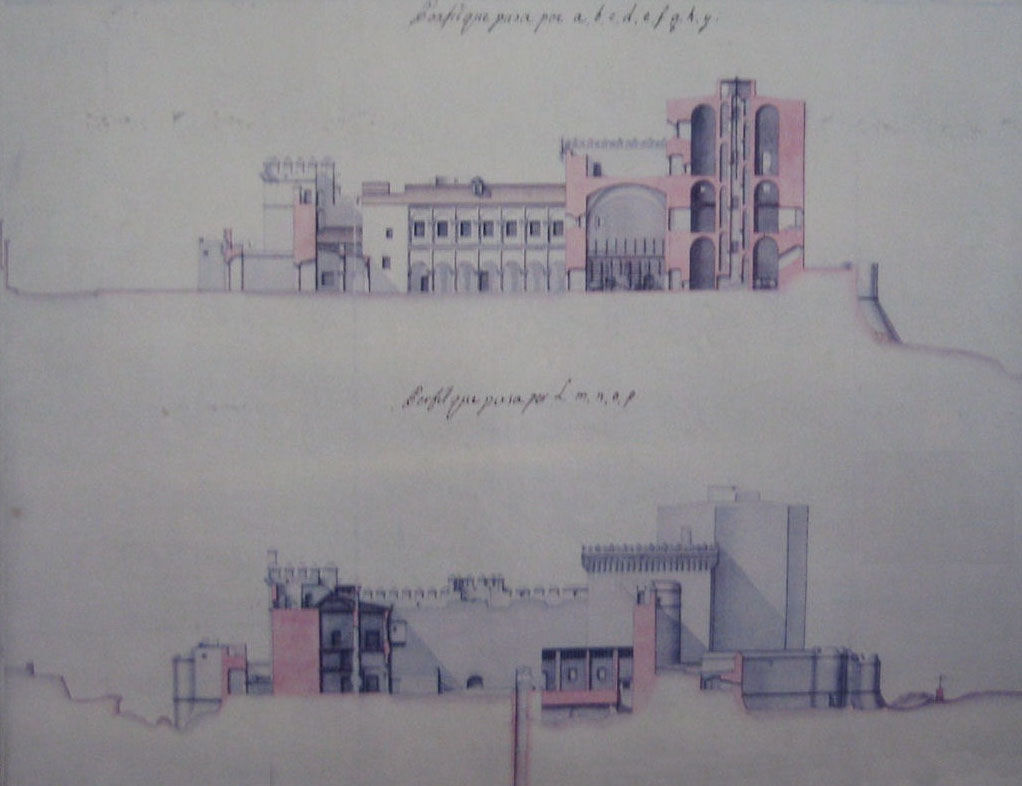
Secciones transversales (1756)
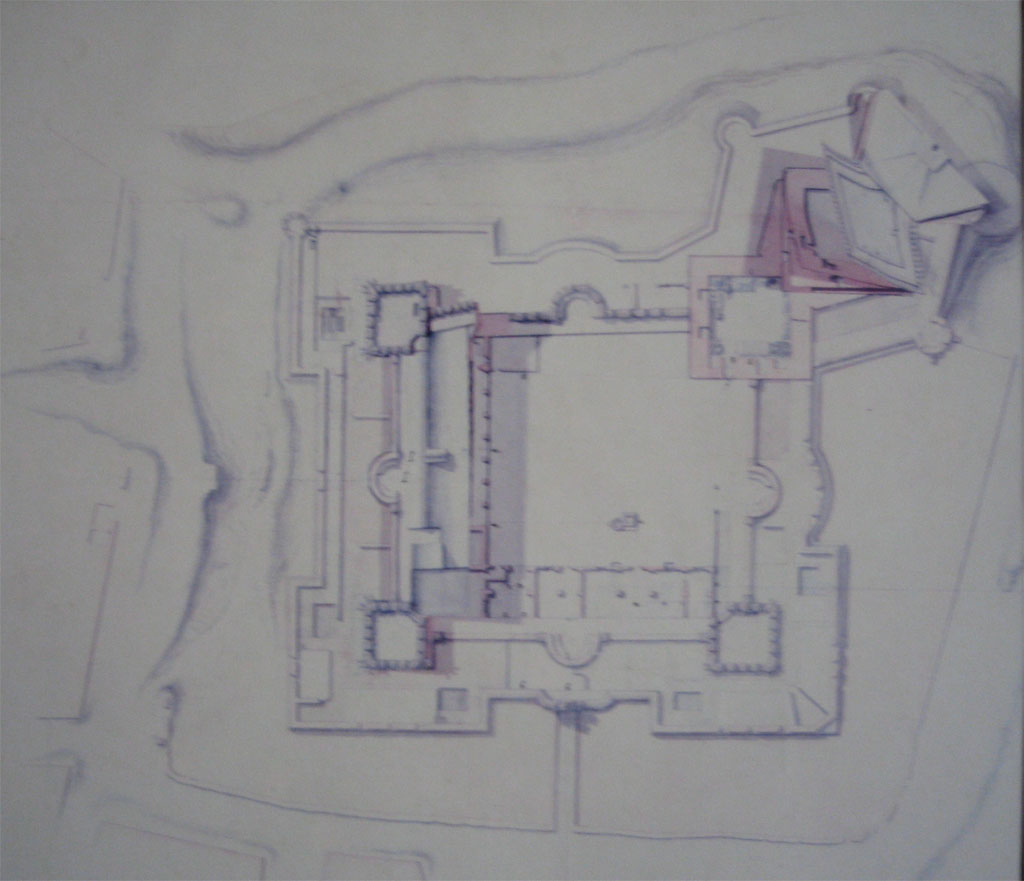
Planta (1756)
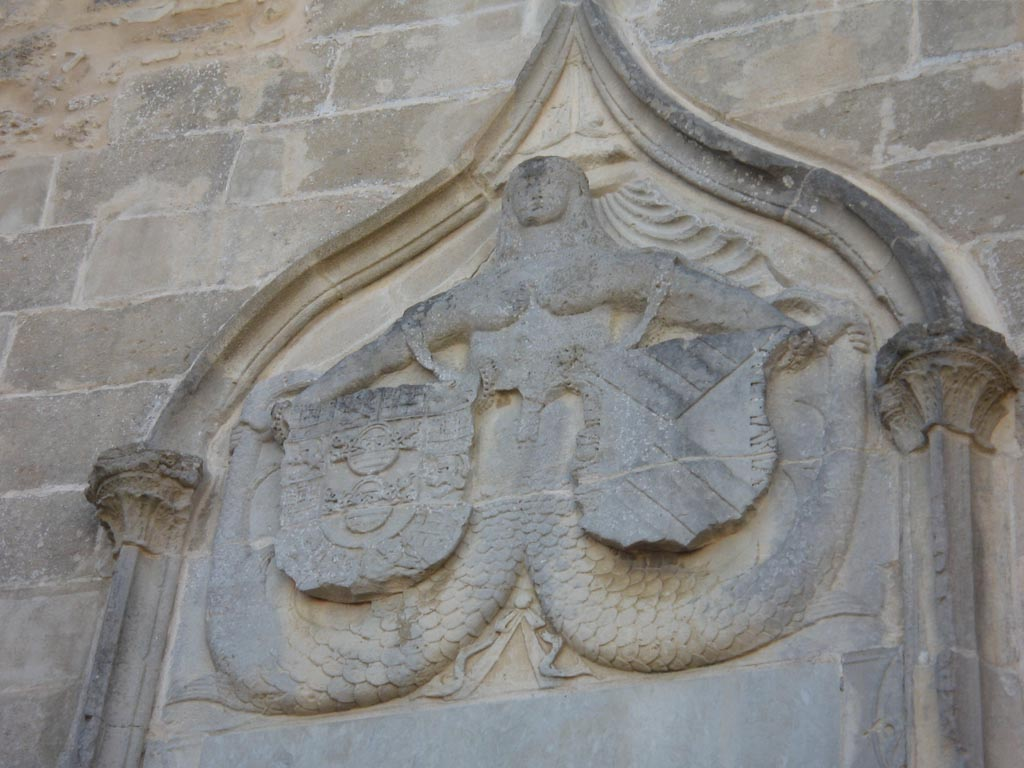
Escudos de los Pérez de Guzmán y de los Hurtado de Mendoza.
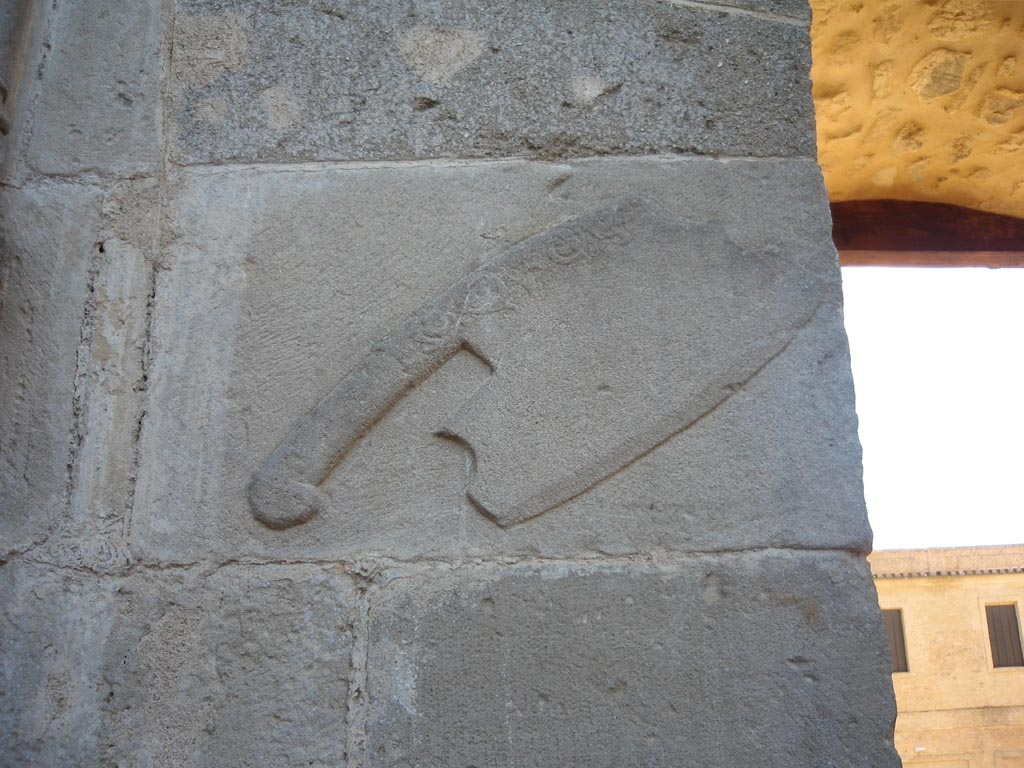
Segur, emblema del II Duque de Medina Sidonia.
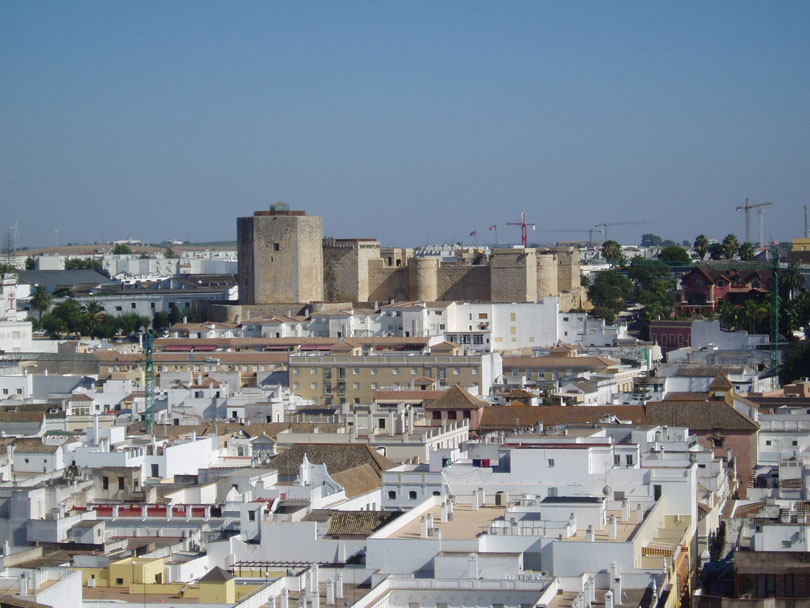
Vista general del castillo.